# Marina Berti
Marina Berti, geboren als Elena Maureen Bertolini (Londen, 29 september 1924 - Rome, 29 oktober 2002) was een Italiaanse actrice.

## Levensloop en carrière
Berti werd geboren in Londen. In 1941 speelde ze haar eerste filmrol in La Fuggitiva. Haar grootste rollen speelde ze in de sandalenfilms Quo Vadis (1951), Abdulla the Great (1955), Ben-Hur (1959) en Cleopatra (1963). Haar laatste film was Amen. uit 2002.
Berti was gehuwd met acteur Claudio Gora. Ze overleed op 78-jarige leeftijd in 2002.
- Biblioteca Nacional de España: XX1276236
- Bibliothèque nationale de France: cb146692283 (data)
- Gemeinsame Normdatei: 1061797147
- International Standard Name Identifier: 0000 0000 6155 5318
- Library of Congress Control Number: n2001082915
- Nationale Bibliotheek van Israël: 987012093072505171
- Istituto Centrale per il Catalogo Unico: UBOV546624
- Système universitaire de documentation: 225270099
- Union List of Artist Names: 500388197
- Virtual International Authority File: 5192388